# Siège de Gand (1583-1584)
Pour les articles homonymes, voir Siège de Gand.
- Chronologie de la guerre de Quatre-Vingts Ans
- Valenciennes
- Austruweel
- Rheindalen
- Heiligerlee
- Jemmingen
- Jodoigne
- Brielle
- 1er Flessingue
- Malines
- Goes
- Mons
- Haarlem
- 2e Flessingue
- Borsele
- Zuiderzee
- Alkmaar
- Leyde
- Reimerswaal
- Mook
- Lillo
- Zierikzee
- 1er Anvers
- 1er Bréda
- Gembloux
- Rijmenam
- 1er Deventer
- Maastricht
- 2e Bréda
- Açores
- 2e Anvers
- 3e Anvers
- Boksum
- Zutphen
- 1er Berg-op-Zoom
- Gravelines
- 3e Bréda
- 2e Deventer
- Groningue
- Huy
- 1er Groenlo1
- 2e Groenlo
- Turnhout
- Nieuport
- Ostende
- L'Écluse
- 3e Groenlo
- Saint-Vincent
- Gibraltar
- Saint-Vincent (1621)
- 2e Berg-op-Zoom
- 4e Bréda
- 4e Groenlo
- Matanzas
- Bois-le-Duc
- Abrolhos
- Slaak
- Maastricht
- 5e Bréda
- Cabañas
- Calloo
- Les Downs
- Saint-Vincent (1641)
- Hulst
- Cavite

Le siège de Gand est un épisode de la guerre de Quatre-Vingts Ans qui voit Alexandre Farnèse, duc de Parme, assiéger la ville de Gand entre octobre 1583 et le 17 septembre 1584. Il marque la fin de la République calviniste de Gand, qui contrôlait en grande partie le comté de Flandre depuis que les protestants radicaux avaient pris le pouvoir le 28 octobre 1577 et avaient donné à la ville de Gand un rôle de premier plan dans la lutte contre les troupes gouvernementales espagnoles et les catholiques mécontents.

## Contexte

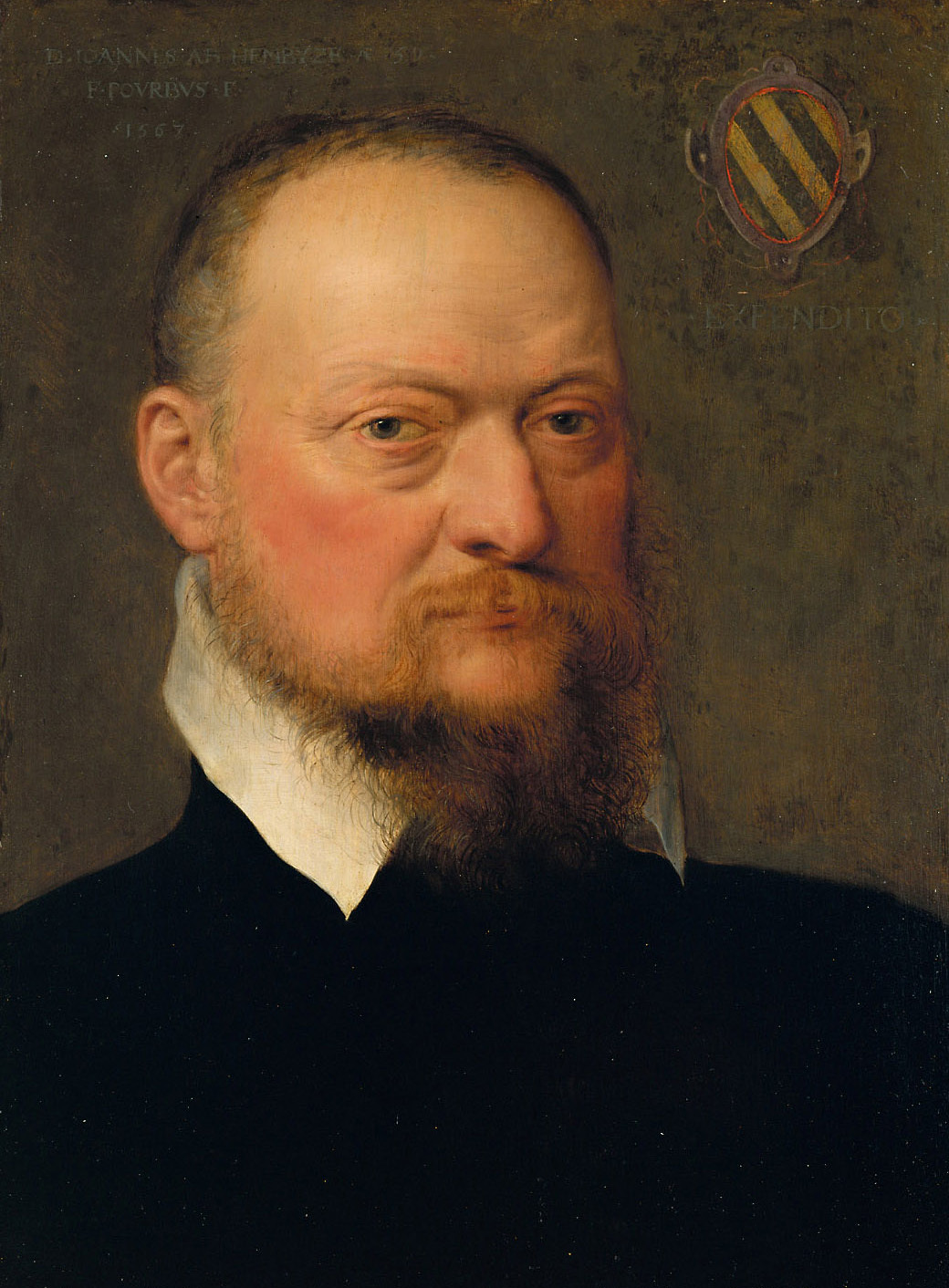
Portrait de Jan van Hembyze (1517-1584), par Frans Pourbus l'Ancien (1567), au Kunsthistorisches Museum Wien, inv. 1041.

Au cours de son existence, la République de Gand est déchirée intérieurement par des querelles entre des groupes autour du calviniste radical Jean de Hembyse et du plus modéré François van Ryhove, tandis que les troupes espagnoles et les Malcontents avancent à partir de 1578 et reconquièrent de plus en plus de places. En 1579, Hembyze a d'abord exilé Ryhove, puis Ryhove a expulsé Hembyze de la ville avec l'aide de Guillaume d'Orange. Ryhove a continué la ligne modérée d'Orange et a essayé de coopérer autant que possible avec Anvers et les États de Brabant (nl), mais lui et Orange perdent toute autorité en voulant encore se réconcilier avec François d'Anjou malgré l'attaque d'Anvers. Hembyze est rappelé le 14 août 1583, revient à Gand le 24 octobre 1583 et y établit une dictature. Ryhove est expulsé et s'installe à Termonde, bloquant l'approvisionnement d'Anvers vers Gand.

## Déroulement

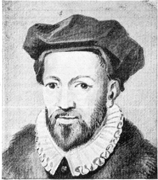
Petrus Dathenus

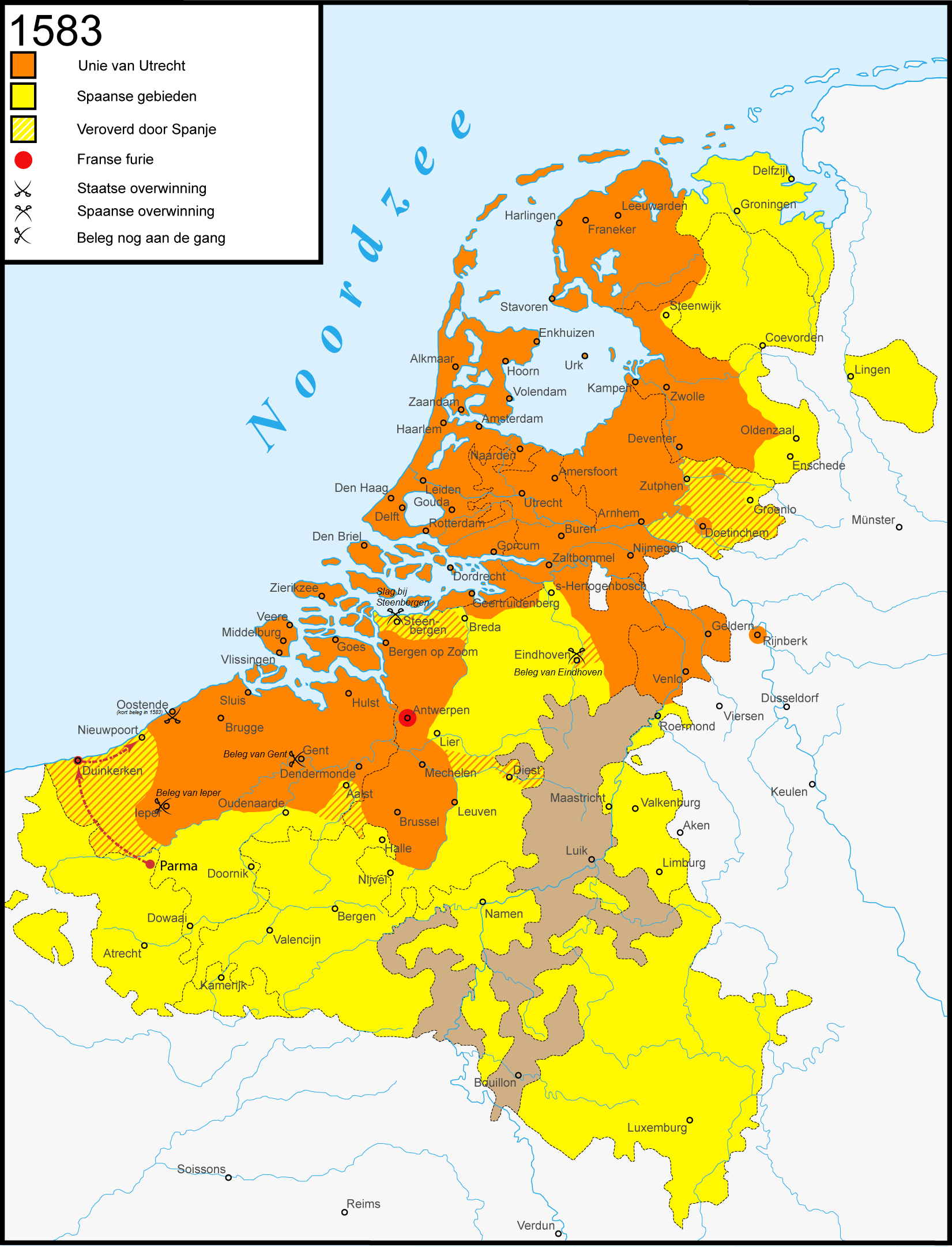
Situation de la guerre en 1583.

Hembyze n'a pas réussi à restaurer l'unité à son retour : les orangistes s'agitent, Anvers, les États de Brabant et les États généraux se méfient de plus en plus méfiés de la politique intolérante de Gand. La réconciliation avec Ryhove se fait attendre, tout comme les approvisionnements. Alors que le gouverneur espagnol Alexandre Farnèse (le duc de Parme) encercle Gand, la chute de la ville devient de plus en plus inévitable. En raison de désaccords entre Gand et Anvers, le Sas de Gand est conquis par les Espagnols en octobre et le Pays de Waes en novembre. Après Alost, Ypres tombe le 7 avril 1584, suivi de Bruges et du Franc de Bruges le 20 mai 1584 par traité avec Parme. Hembyze et Petrus Datheen ont été contraints de négocier secrètement avec Farnèse le 5 mars, mais cela a été découvert. Hembyze est arrêté le 23 mars et décapité le 4 août sur la Sint-Veerleplein. Datheen est emprisonné. Entre-temps, Guillaume d'Orange a été assassiné à Delft le 10 juillet, de sorte que la Révolte est désormais sans son chef radical et son chef modéré. Le 17 août 1584, Termonde doit capituler et Ryhove s'enfuit en Angleterre. Le 17 septembre 1584, Gand se rend finalement aux troupes gouvernementales.

## Conséquences
Après la prise de la ville, Fréderic Perrenot, emprisonné depuis 1578, est libéré et nommé nouveau gouverneur de la ville. La chute de Gand a marqué la fin de la République de Gand et l'a dépouillée de son rôle de premier plan dans la Révolte, qui s'est déplacée à Anvers et plus tard en Hollande. Le catholicisme est à nouveau officialisé, tandis que quelque 15 000 citoyens, forcés ou non, quittent la ville, dont des milliers de calvinistes qui s'installent principalement en Hollande. En 1600, la population de Gand était passée de 50 000 (avant la Révolte) à 31 000 habitants. Pour la Flandre (à l'exception d'Ostende), la révolte était terminée, et la population ne soutenait plus la campagne de Maurice de Nassau à Dunkerque, qui conduisit à la bataille de Nieuport. Avec la chute d'Ostende en 1604, les Provinces-Unies ont perdu la dernière grande ville flamande, mais elles ont réussi à conserver la Flandre des États, qui est aujourd'hui la seule région de l'ancien comté avec une importante population protestante.